# Kenneth Dzekedzeke
Kenneth Dzekedzeke (ur. 1 kwietnia 1969) – malawijski lekkoatleta specjalizujący się w biegu średniodstansowym.
Brał udział w biegu na 800 i 1500 metrów na Letnich Igrzyskach Olimpijskich 1988, w obu startach odpadając w eliminacjach.